# الفارابي
الفارابي وعُرِف بأبي نصر واسمه الأساسي محمد، وُلد عام 260 هـ(874 م)، في فاراب في إقليم تركستان (كازاخستان حاليًا) وتُوفي عام 339 هـ(950م). لُقب باسم الفارابي نسبةً للمدينة التي ولد فيها وهي فاراب. يعُتبر الفارابي فيلسوفاَ ومن أهم الشخصيات الإسلامية التي أتقنت العلوم بصورة كبيرة مثل الطب والفيزياء والفلسفة والموسيقى وغيرها.
عاش الفارابي مُدةً في بغداد قبل أن ينتقل إلى دمشق ومنها انطلق في جولةِ بين البلدان قبل أن يعود لدمشق ويستقر فيها حتّى وفاته، خلال وجوده في سوريا قصد الفارابي حلب وأقام ببلاط سيف الدولة الحمداني وتبوأ مكانةً عاليةً بين العلماءِ والأدباءِ والفلاسفة. أطلق عليه معاصروه لقب المعلم الثاني، نظراَ لاهتمامه بمؤلفات أرسطو المعروف بالمعلم الأول، وتفسيرها وإضافة التعليقات عليها.
لا خلاف بين المؤرخين على أن أبي نصرٍ الفارابي هو المؤسس الأول للفلسفة الإسلامية، فقد تأثر كلُّ العلماء الذين أتوا بعده بأفكاره.

## تسميته
اختلف المؤرخون في اسمه وأصله، فقد وَردَ في كتاب عيون الأنباء لابن أبي أصيبعة أنّه دُعيَ بأبو نصر محمد بن محمد بن أوزلغ بن طرخان، ومن المؤرخين من قال أنّه دُعيَ بأبي نصر محمد بن طرخان بن أوزلغ كابن خلكان، وهناك من سمَاه أبا نصر محمد بن محمد بن طرخان كما قال القفطي والبيهقي، وقد قال ابن النديم عن اسمه أبا نصر محمد بن محمد بن طرخان في الفهرست. ويقول صاعد الأندلسي في الطبقات الأمم أنّه أبو نصر محمد بن محمد بن نصر.
اختلف المؤرخون في ولادته، فمثلا في كتاب الفهرست لابن النديم قال بأن أصله من الفارياب من أرض خرسان،  وفي كتاب المخطوط في تاريخ الحكماء للبيهقي تحدَث عن أصلِ الفارابي بأنه من أرض فارياب في تركستان،  وهو ما يتعارض مع ما جاء بأسماء العلماء في معجم البلدان حيث كان أبناء فارياب يُكَنون بالفاريابين كمحمد بن يوسف الفاريابي.

## سيرته

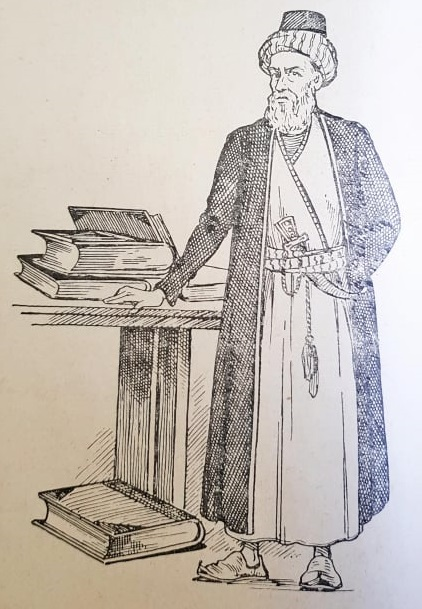
رسم تخيلي لأبي نصر الفارابي

هو أبو نصر محمد بن محمد بن أوزلغ بن طرخان ويظهر اسم طرخان في نسبه. لم يكن جده معروفاً في أوساط معاصريه، ولكن ظهر اسم أوزلغ فجأةً فيما بعد في كتابات ابن أبي أصيبعة وظهر اسم جده الأكبر في كتابات ابن خلكان.
تشير الاختلافات الموجودة في الروايات الأساسية المتعلقة بأصول الفارابي ونسبه، إلى أنَه لم يتم تسجيلها خلال حياته أو بعد ذلك بوقت قصير من قبل أي شخص لديه معلومات محددة، وكل المعلومات المعروفة تستند إلى الإشاعات أو التخمينات (كما هو الحال مع معاصري آل- الفارابي). لا يُعرف الكثير عن حياته، وتشمل المصادر المبكرة مقطعاً عن سيرته الذاتية حيث يتتبع الفارابي تاريخ المنطق والفلسفة حتى عصره، ويذكر باختصار المسعودي وابن النديم وابن حوقل. وقد كتب صاعد الأندلسي سيرة الفارابي لكن لم يكن لدى كتاب السير العرب في القرنين الثاني عشر والثالث عشر سوى القليل من الحقائق لتسليمها، واستخدموا قصصاً مخترعةً عن حياته.
ومن المعروف من الروايات التي وصلت عن حياته أنه قضى وقتًا طويلاً (معظم حياته) في بغداد مع علماء مسيحيين منهم رجل الدين يوحنا بن حيلان ويحيى بن عدي وأبو إسحاق إبراهيم البغدادي، بعد ذلك أمضى بعض الوقت في دمشق ومصر قبل أن يعود إلى دمشق حيث توفي عام 950-1.
يمكن أن يكون مسقط رأسه أحد الأماكن العديدة في آسيا الوسطى - خراسان المعروفة بهذا الاسم. الاسم «باراب / فاراب» هو مصطلح من اللغة الفارسية يشير للمنطقة التي تروى بالينابيع السائلة أو تدفقات من نهر قريب وبالتالي فهناك العديد من الأماكن التي تحمل الاسم (أو التطورات المختلفة لهذا الاسم الجغرافي الهيدرولوجي / الجيولوجي) في تلك المنطقة العامة فمثلاً فراب على جاكسارتس (سير داريا) في كازاخستان الحديثة أو فاراب (توركمينابات الحديثة) على نهر أوكسوس آمو داريا في تركمانستان أو حتى فريب في خراسان الكبرى (أفغانستان الحالية). في الفارسية القديمة  باراب (في حدود العلم) أو فارياب (أيضًا بارياب) هو اسم فارسي شائع للأماكن الجغرافية يعني «الأراضي المروية بتحويل مياه النهر» بحلول القرن الثالث عشر عُرف فراب على آل جاكسارت باسم أطرار.
يتفق العلماء إلى حد كبير على أن خلفية الفارابي العرقية غير معروفة مع الميل للأصل التركي.

### نظرية الأصل الإيراني
ذكر المؤرخ العربي في العصور الوسطى ابن أبي أصيبعة (توفي عام 1270) وهو أقدم من كتب سيرة للفارابي في كتاب عيون الأنباء أن والد الفارابي كان من أصل فارسي، ويذكر شمس الدين الشهرزوري الذي عاش حوالي عام 1288م في سيرة ذاتية أشار من خلالها أيضًا إلى أن الفارابي ينحدر من عائلة فارسية ووفقًا لما قاله ماجد فخري أستاذ الفلسفة بجامعة جورج تاون فإن والد الفارابي كان نقيبًا في الجيش من أصل فارسي. ويلاحظ ديميتري غوتاس أن أعمال الفارابي تحتوي على مراجع ونصوص باللغة الفارسية والسوقديانية وحتى اليونانية، ولكن ليس التركية،  كما تم اقتراح لغة السوقديان كلغته الأم ولغة سكان فراب. ناقش محمد جواد مشكور أن يكون أصله من آسيا الوسطى مع الناطقيين باللغة الفارسية. كما تم ذُكر الأصل الفارسي من قبل العديد من المصادر الأخرى أيضاً.

### نظرية الأصل التركي
قدم مؤرخ القرون الوسطى ابن خلكان (توفي عام 1282)، أقدم مرجع يشير إلى أن الفارابي من أصل تركي وقد ذكر في كتابه وفيات الأعيان وأنباء أبناء الزمان (اكتمل في 669/1271)، أن الفارابي ولد في قرية واسيج الصغيرة بالقرب من فراب (اليوم فاراب، كازاخستان) من أبوين تركيين، بناءً على هذه الرواية اعتبر بعض العلماء المعاصرين إنه من أصل تركي. ينتقد ديمتري غوتاس المستعرب الأمريكي من أصول يونانية ذلك قائلاً إن رواية ابن خلكان تستهدف الروايات التاريخية السابقة لابن أبي أصيبعة وتساعد على «إثبات» أن الفارابي من أصل تركي، فمثلاً بذكر النسبة الإضافية (اللقب) «الترك» (عرب. «الترك») - لم تكن هناك نسبة للفارابي. إلا أن أبو الفداء الذي قلد ابن خلكان صححَ هذا الأمر وغيّر عبارة التركي إلى عبارة «وكنا رجلان تركيان»، أي «كان رجلاً تركياً». في هذا الصدد، يُلاحظ الأستاذ كليفورد إدموند بوزورث في جامعة أكسفورد أن «الشخصيات العظيمة مثل الفارابي والبيروني وابن سينا قد ارتبطوا بعلماء أتراك متمسكين بعرقهم».

### تعليمه
قضى الفارابي حياته كلها تقريباً في بغداد، وقد بدا ذلك واضحاً في السيرة التي كتبها ابن أبي أصيبعة حيث ذكر ان الفارابي تعلّم الطّب والفلسفة من الطّبيب يوحنّا بن حيلان بما في ذلك تحليلات أرسطو اللاحقة، وبـحسب ترتيب الكتب التي درست في المنهج فإن الفارابي شرح كتاب إيساغوجي لفرفوريوس وكتاب المقولات لأرسطوطاليس، إضافةً لكتاب العبارة وكتاب القياس والبرهان. كان معلمه بن حيلان رجل دين نسطوري على الأرجح، وبقي طوال هذه الفترة في بغداد حيث سجل المسعودي أنّه بعد وفاة يوحنّا في عهد المقتدر (295-320 / 908-32).كان الفارابي في بغداد على الأقل حتى نهاية أيلول (سبتمبر) 942 كما هو مسجل في ملاحظاته التي كتبها في عمله آراء أهل المدينة الفاضلة، والذي أنهى كتابته في دمشق في العام التالي (331) أي بحلول أيلول (سبتمبر) 943. درس أيضًا في تطوان بالمغرب وعاش ودرّس لبعض الوقت في حلب. زار الفارابي مصر في وقت لاحق، وأنهى ستة أقسام تلخص كتاب مبادئ الفلسفة القديمة عام 337 ما يقارب 948م. في يونيو 949 عاد إلى سوريا حيث كان يتلقى دعماً كبيراً من سيف الدولة الحمداني، ويقول المسعودي في كتابه الذي صدر بعد خمس سنوات تقريباً عام 955-956 بعنوان تاريخ تكوين الطنبوح أن الفارابي توفي في دمشق في رجب 339 (بين 14 ديسمبر 950 و12 يناير 951).

## ديانته
وجد هنري كوربان في كتاباته أدلة تدعم الرأي السائد في إيران بأن الفارابي كان شيعياً، وكما يرى وجود شبه كبير بين ما يسميه الفارابي «الفلسفة النبوية» مع تعاليم الأئمة الشيعة. وقد رأى أيضاً فوزي النجار أن فلسفة الفارابي السياسية تأثرت بالتعاليم الشيعية. تعتقد (نادية مفتوني) بوجود الجوانب الشيعية في كتابات الفارابي على حدّ تعبيرها، وتقول بأنّه كان يؤمن في كُتبه «الملاح» و«السيارة المدنية» و«تحسين السعادة» بالطوباوية التي يحكمها النبي وخلفاؤه: الأئمة. ومن جهة ثانية يؤكد محسن مهدي أنه كان حنفياً، ملتزما بقواعد الفقه الحنفي.

## حياته وتلمذته
بدأ الفارابي بدراسة العلوم في مسقط رأسه حيث درس العلوم والرياضيات والآداب والفلسفة واللغات فبرع في اللغة التركية التي يُعتقد أنّها لغته الأساسية إضافة للغات العربية والفارسية واليونانية.
حوالي عام 310هـ غادر مسقط رأسه قاصداً العراق لإكمال ما بدأ بدراسته في مسقط رأسه إضافةً لعلومٍ أُخرى فدرس في حران الفلسفة والمنطق والطب على يد الطبيب يوحنا بن حيلان بعدها ذهب لبغداد ودرس فيها الفلسفة والمنطق على يد أبي بشر متى بن يونس الذي كان من أشهر المترجميين عن اللغة اليونانية إضافة لتعلمه على يد ابن السراج اللسانية العربية.
كما ودرس الموسيقى وأتم دراسة الطب والرياضيات في عمرٍ متقدمة فقد كان مولعاً بالأسفار في طلب العلم ونشره ونعرفة شؤونه فانتقل من العراق إلى بلاد الشام حوالي 330 هـ وبقي متنقلاً بين مدن الشام خصوصاً حلب عاصمة الحمدانيين ودمشق وقد عاش في ظلال سيف الدولة مقبلاً على العلم وغير منقطعٍ عنه، في الأرجح فإنّه سافر إلى مصر عام 338هـ قبل أن يعود إلى دمشق حيث وافته المنية سنة 398هـ.
كان الفارابي يميل إلى العزلة فقضى معظم أوقاته في دمشق في البساتين وعلى ضفاف المياه كما يذكر ابن خلكان في كتاب وفيات الأعيان فلا يجدوه إلاّ عند مشتبك رياض حيث يجلس ويؤلف بحوثه ويقصده التلاميذ والمساعدين.

## وفاته

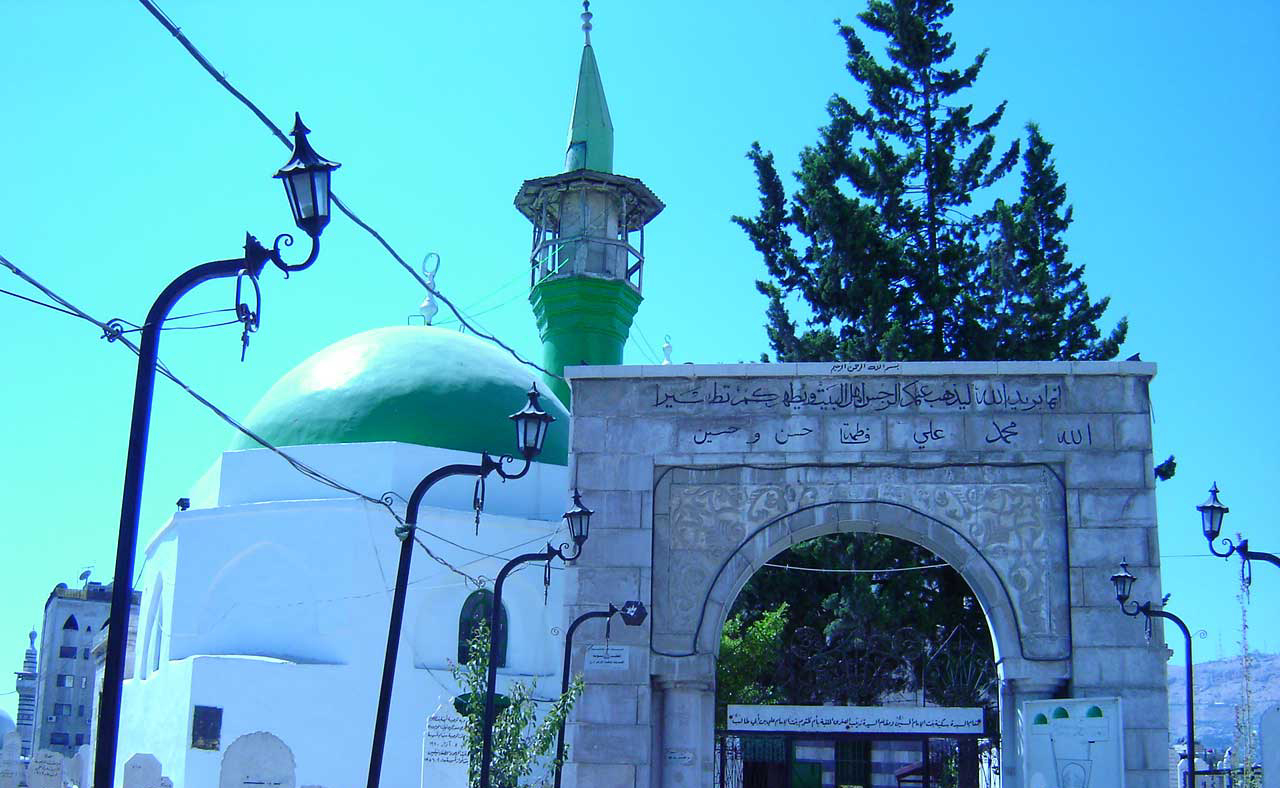
مقبرة الباب الصغير حيث دفن الفارابي

معظم المؤرخين ذكروا أن وفاة الفارابي كانت عن عمرٍ يناهز التسعة والسبعين أو الثمانين عام تقريباً في العام 339 هـ وقد دُفِن في دمشق
وقد صلى عليه سيف الدولة الحمداني في أربعة عشر أو خمسة عشر من خواصه ودلّ كلام المؤرخين على أن وفاته كانت طبيعية.
يقع ضريح الفارابي في مقبرة الباب الصغير في دمشق التي تحوي عدداً من أضرحة أهل البيت والشعراء والعلماء والحكماء المسلمين وقد كُتب على الضريح: هذا ضريح العالم والفيلسوف والأديب والموسيقي الإسلامي محمد بن طرخان بن أوزلغ المشهور بأبي نصر الفارابي.

## مساهماته

### الفلسفة
أنشئ الفارابي ما يُعتبر المنهج الأول في الفلسفة الإسلامية وقد عُرف باسم «الفارابية» لكن سمعة المنهج بدأت بالتضاؤل بعد ظهور منهج ابن سينا، وُصف منهج الفارابي بأنّه مُنسلخ عن منهج الفلاسفة اليونانيين بخاصة أفلاطون وأرسطو وانتقل من الميتافيزيقيا إلى المنهج العلمي.

وحّد الفارابي بين النظرية والتطبيق ولكن سياسياً دعى إلى تحرير التطبيق من قيود النظرية،  وقد احتوت معتقداته المُستحدثة عن الأفلاطونية ما هو أعمق من الميتافيزيقيا فأثناء محاولاته التحقيق في المُسبب الأولي للوجود واجه الفارابي حقيقة قصور المعرفة البشرية.

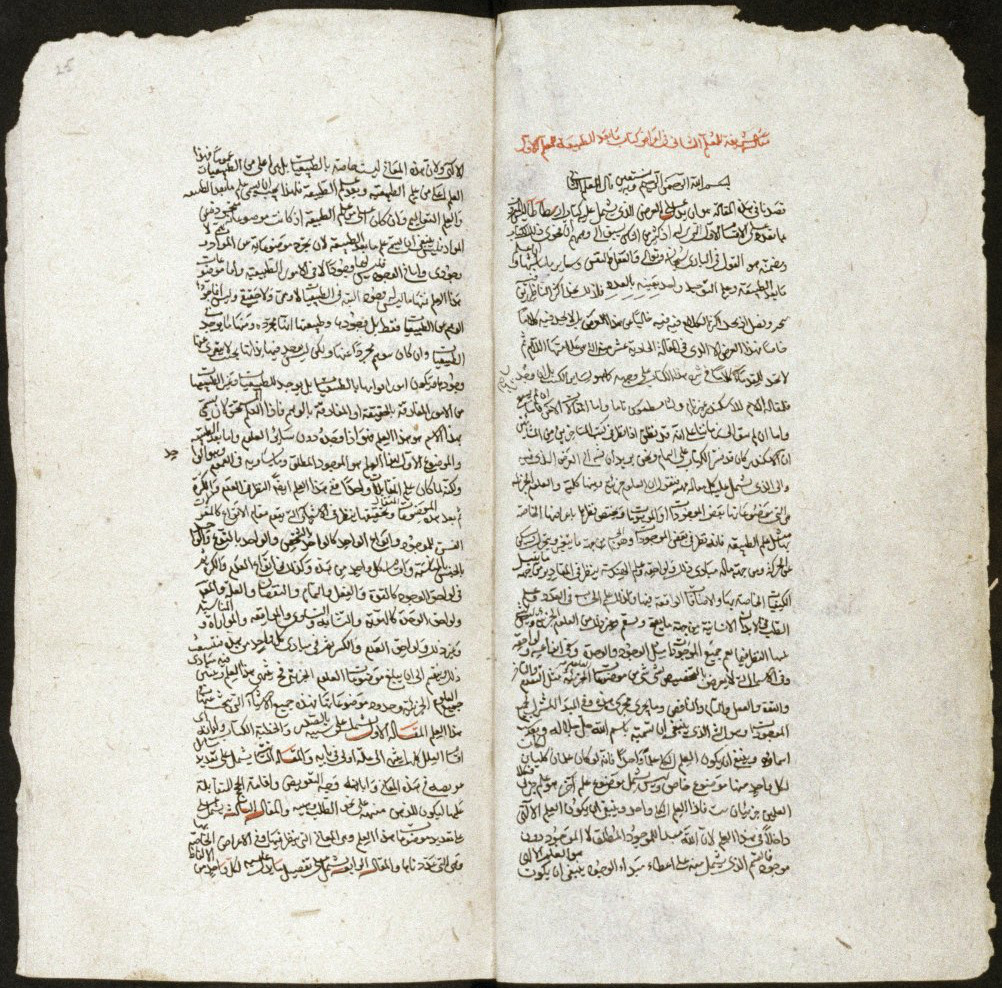
صفحات من مخطوطة من القرن السابع عشر لتعليق الفارابي على ميتافيزيقية أرسطو

كان لأعمال الفارابي عظيم الأثر على العلوم الطبيعية والفلسفة لعدة قرون فقد نُعتَ من الكثيرين بأعلم الناس في زمانه بعد أرسطو وهذا ما يشير له لقب المعلم الثاني  وقد مهدت أعماله الساعية للتوحيد بين الفلسفة والتصوف الطريق أمام أعمال ابن سينا.
كتب الفارابي تعليقات على أعمال أرسطو، كما وناقش في كتاب «آراء أهل المدينة الفاضلة ومضاداتها» تصوراً عن المدينة المثالية كما فعل أفلاطون في «الجمهورية». واعتبر أن الأديان توصل الحقائق لعامة الناس في صورة رموز وحكايات ورأى كذلك أنه من واجب الفيلسوف أن يقدّم النصيحة والتوجيه للدولة وقد اتفق في هذا أفلاطون، فقد ناقش الفارابي منظور أفلاطون واشتق منه وجهة نظر موازية ومتوافقة مع السياق الإسلامي، حيث رأى أن مدينته الفاضلة يجب أن يحكمها نبي إمام،  عوضًا عن الملك الفيلسوف الذي فضله أفلاطون.
جادل الفارابي والدارسين لمنهجه من بعده بأنّه في مدينته الفاضلة كان يقصد المدينة المنورة حينما كان يحكمها النبي محمد بصفته ولي عهد المسلمين وهو على تخاطب مستمر مع الله حيث يبلغه من آن إلى آخر بأحكامه وقوانينه.

### المنطق
رغم اتباع الفارابي لمذهب أرسطو في المنطق إلاّ أنّه امتلك أفكاراً من المذاهب المنطقية الأُخرى فناقش قضية الإحتمالات المستقبلية ونظرية الأعداد والجموعات وعلاقة المنطق بعلمِ النحو إضافةٍ لاهتمامه بأساليب الإستدلال لدى أرسطو ويُرجح أن الفارابي أول من قسم المنطق لجزأين الأول هو «الفكرة» والثاني هو «البرهان»، ناقش الفارابي أيضا نظريات الأقيسة الشرطية والإستدلال التشبيهي وأضاف للمذهب الأرسطي مفهوم القياس الشاعري وقد ذكر ذلك في تعليقاته على كتاب أرسطو «فن الشعر».

### علم النفس
كتب الفارابي مقولتين في علم النفس الإجتماعي إضافة لما ورد في كتبه آراء أهل المدينة الفاضلة الذي خاض به في النفس معتبراً إياها أحد أركان بناء الإنسان في الدولة التي تصورها حيث اعتبر أن المرء يعجز عن بلوغ الكمال لوحده لذلك يحتاج للمساعدة من باقي الأفراد فالإنسان بطبيعته يميل للتعاون مع غيره حتى يؤدي واجباته: 
فحتى يقرب المرء من الكمال المنشود، عليه أن يظل بالقرب من غيره من الناس وأن يقترن بهم حتى ينال منهم عونهم.
واعتبر أن قوة الإرادة هي المسؤولة عن الرغبات أو عدمها مما يحصل في الإحساس والخيال وبذلك فهي تحفز السلوك الإجتماعي للفرد وقد فرق بين ردات الفعل التلقائية التي تقوم بها الحيوانات وبين ردة الفعل الواعية والنابعة من العقلانية عند البشر. اعتبر الفارابي أن القلب هو الحاكم في جسم الإنسان ويقوم بمساعدة الدماغ والأعضاء الأخرى بإعطاء الحرارة للحواس، هذه الحرارة هي نفسها المسؤولة عن الفروقات بين الجنسين حيث أنّها كلما زادت عند الرجال كلما جعلتهم أكثر غضبا وأعنف من النساء اللواتي يتفوقن بالرحمة والرأفة على الرجال ومن هنا يبدو الإرث الأفلطوني عند الفارابي حيث يرى أن الجنسيين متساويين في قدراتهما الإدراكية ويعتبر الفارابي أن النساء قادرات على أن يصبحن فيلسوفات وكذلك نبيات.

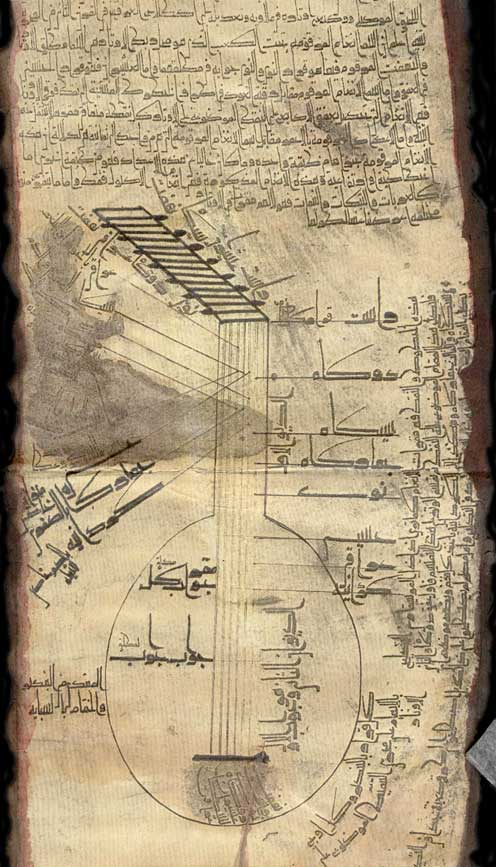
تصميم العود بسبع أوتار للفارابي

وقد قسم الفارابي قوى النفس إلى خمس قوى هي:
- القوى الغاذية: وهي التي تٌغذي وتُني وتُولد.
- القوى الحاسة: حيث يتم الإدراك بالحواس الخمس.
- القوى المتخيلة: وعملها حفظ ما رُسم في النفس بعد غياب الشيء عن الحس.
- القوى الناطقة: وهي ما تميز بها الإنسان عن الحيوان حيث يُميز الجميل من القبيح والثمين من الزهيد.
- القوى النزوعية: التي تُساق إلى الشيء وتكرهه.[ar 20]

وقد ميز الفارابي في فصله الأخير بمدينته الفاضلة المُعنون «القول في سبب المنامات» بين تفسير الأحلام وبين طبيعتها وأسبابهاإذا اعتبر للأحلام دور في التعبير عن شخصية الفرد وسلوكه.

### الموسيقى

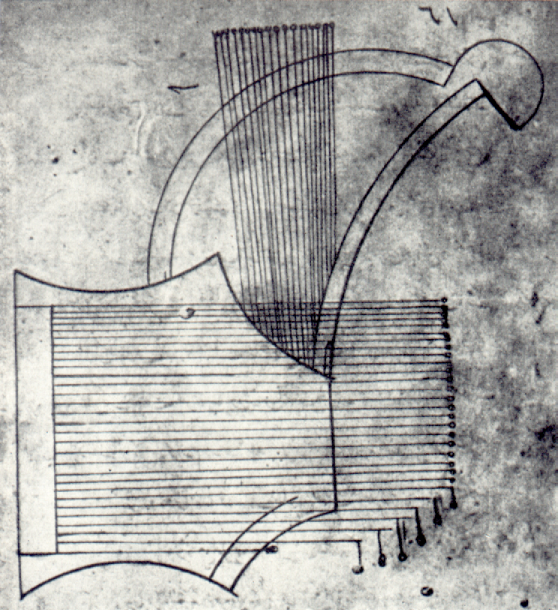
رسم من كتاب "الموسيقى الكبير" لـ آلة موسيقية تُدعى "شهرود".

ألّف الفارابي كتابًا عن الموسيقى بعنوان «كتاب الموسيقى الكبير» وفيه شرح المبادئ الفلسفية المتعلقة بالموسيقى وخاض في خصائصها العامة، وأثرها إضافة لمناقشته في عددٍ من مقولاته مفهوم العلاج بالموسيقى والآثار الشفائية للموسيقى على الروح.

### الفيزياء
كتب الفارابي مقولة قصيرة باسم «الخلاء» ناقش فيها ماهية الفراغ ويُرجح العلماء بأنّه أول من قام بتجربة علمية للتحقق من وجود الفراغ حيث قام بمراقبة ودراسة المكابس المغمورة بالماء ومن ثم توصّل في استنتاجه في أن الهواء دائمًا ما يتمدد حتى يملئ الفراغ الموجود وعليه رفض فكرة وجود الفراغ باعتباراها فكرة غير منطقية.

## تأثير الفارابي في الثقافات الشعبية

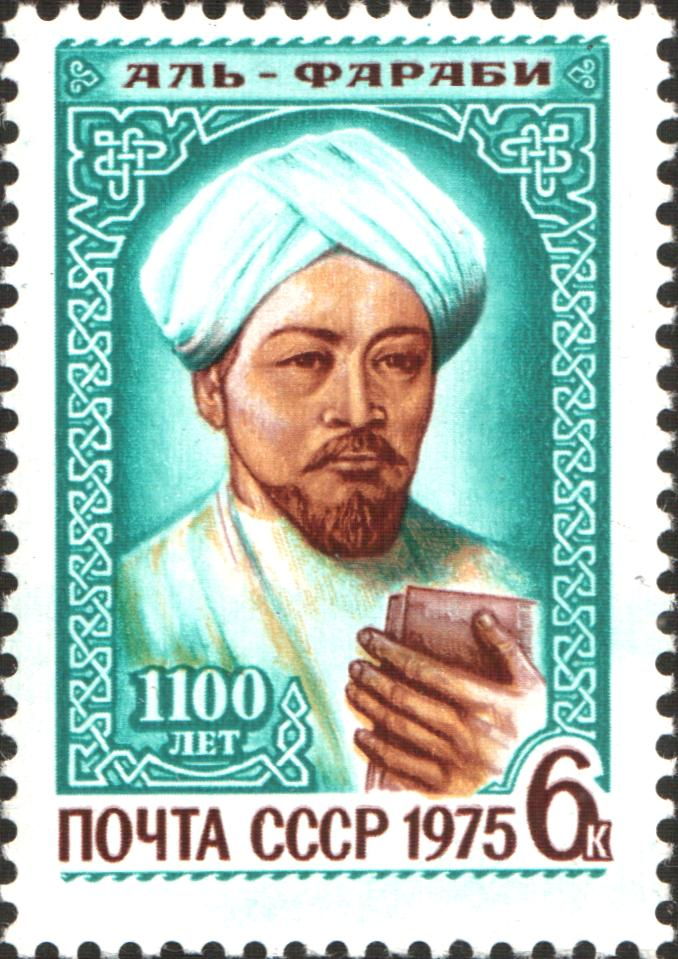
طابع بريدي عليه صورة الفارابي كان يُستخدم في الإتحاد السوفيتي
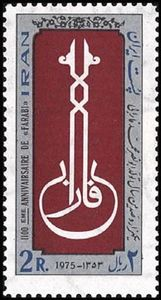
طابع بريدي في إيران عليه اسم الفارابي
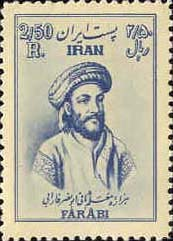
طابع بريدي إيراني برسم تخيلي للفارابي
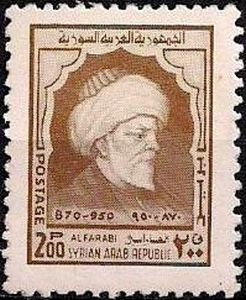
طابع بريدي سوري عليه الرسم التخيلي للفارابي
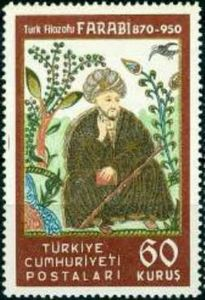
طابع بريدي تركي عليه الرسم الفارابي
طابع بريد قطري عليه رسم تخيلي للفارابي
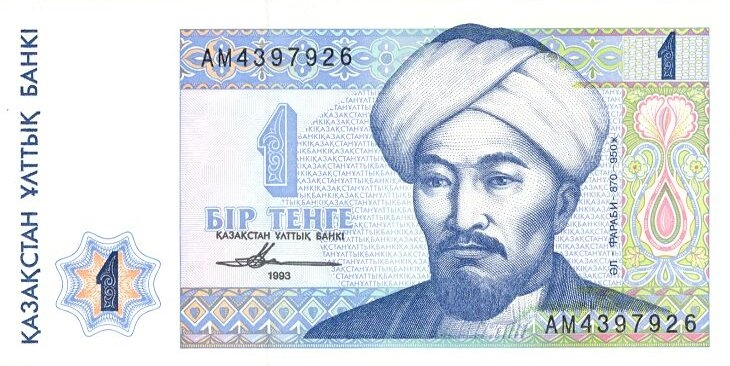
رسم الفارابي على العملة الكازاخستانية من فئة تينغ واحد تينغ
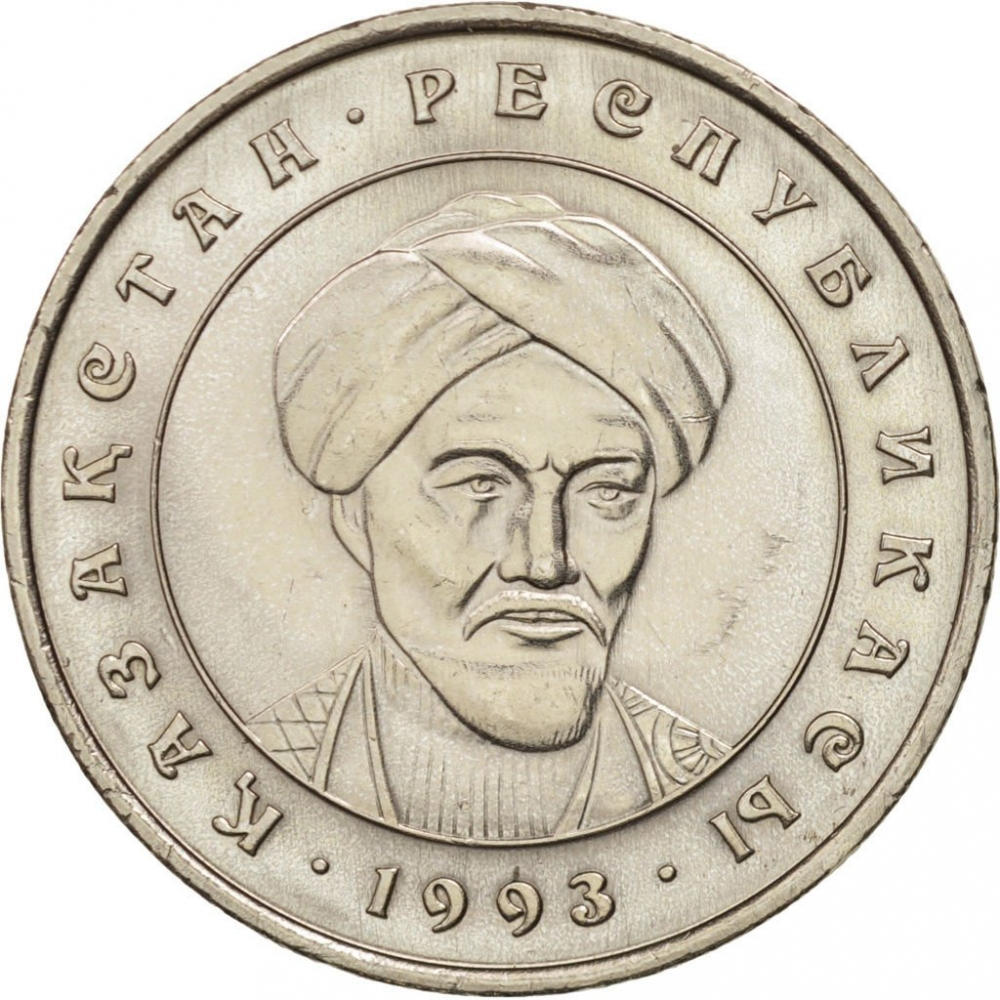
صورة الفارابي على العملة المعدنية من فئة 20 تينع في كازاخستان
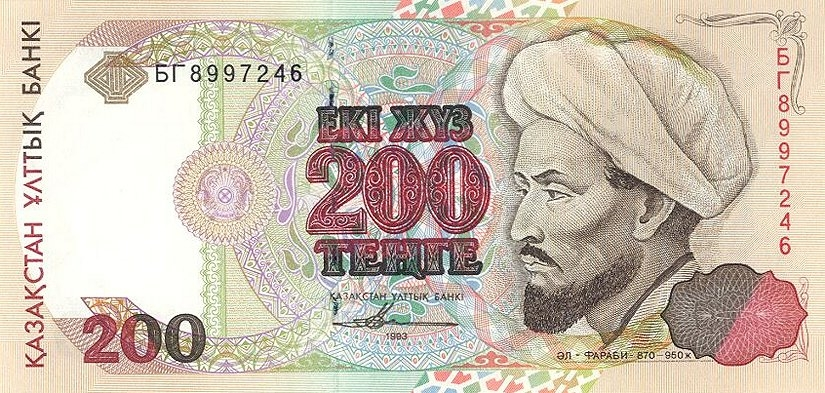
الفارابي كما يظهر على عملة كازاخستان
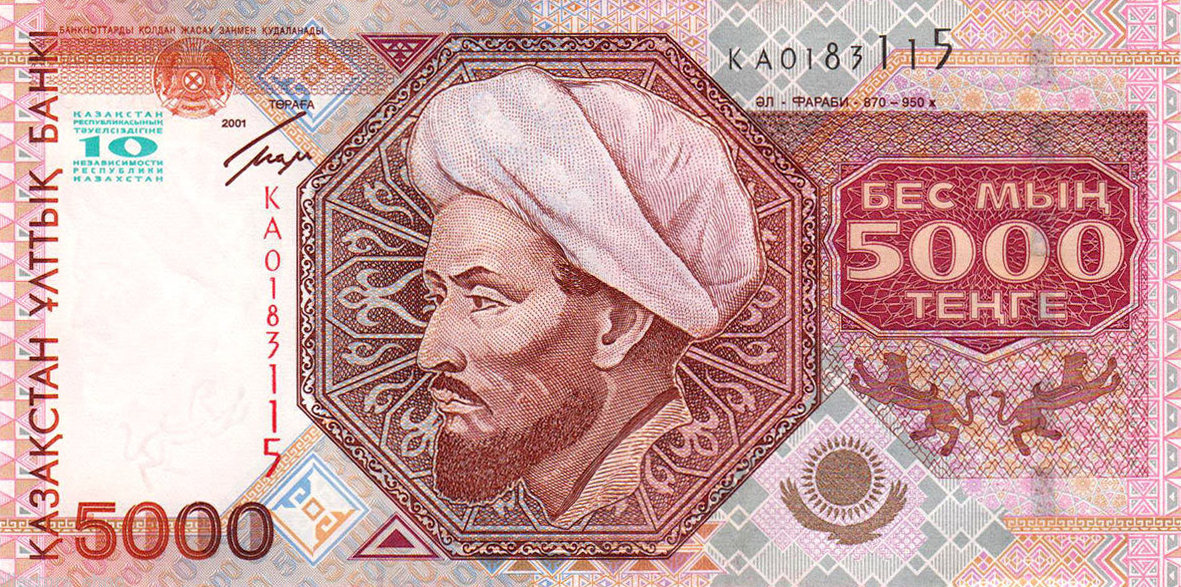

## أفكاره الفلسفية